# 216
216 је била преступна година.

## Догађаји
- Каракалина купатила у Риму су употпуњена јавним купатилима (Терме), читаоницама, аудиторијумима, стазама за трчање и јавним баштама које покривају 20 хектара.
- Цар Каракала је преварио Парћане прихватањем понуде за брак са невестом из њихове династије. Своју невесту и сватове након свабног славља убија.
- Каракала изазива рат са Артабаном V (из Партије) опонашајући свог идола Александра Великог. Он прелази реку Тигар, разара градове и уништава гробнице Арбеле. Римска војска анектира Јерменију.
- Базилика Лептис Магна, коју је наручио Септимије Север, је завршена.
- Кинески војсковођа Цао Цао постао је вазал и владар Ли Веија (бивши Веи) од стране цара Сјана, последњег владара династије Хан.
- Митраизам, који је настао у Персији, на путу је да га усвоје многи римски војници који су служили у Азији.

## Умрли
- Нарцис Јерусалимски